# 锤子与镰刀 (1994年电影)
《锤子和镰刀》（俄语：Серп и молот）是谢尔盖·利夫涅夫执导的电影。

## 剧情
这部电影的背景设定在1930年代。斯大林批准了变性实验：「祖国需要士兵，我们将制造士兵。祖国需要母亲，我们将造就母亲」。因此叶夫多吉娅·库兹涅佐娃（Евдокия Кузнецова）变成叶夫多金·库兹涅佐夫（Евдокимом Кузнецовым）。斯大林不喜欢实验结果遂杀了负责的科学家。主角后来过着简单不为人知的普通苏联老百姓的生活，但却莫名其妙地卷入越来越大的阴谋。他与其他重要人物发生冲突，包括他做女人时的前男友，以及去寻找可能在手术后与他相爱的护士。然而，他被困在身为重要苏联已婚男人的生活中，最后不情愿的为国家付出巨大的牺牲。

## 奖项与提名
- 在阿纳帕的奇诺肖克音乐节上，导演奖（谢尔盖·利夫涅夫），演员奖（阿列克谢·谢列布里亚科夫）和音乐特别陪审团提名奖（莱昂尼德·德西亚特尼科夫）。
- 在塞萨洛尼基IFF特别提及Evdokia Germanova。
- 3个提名奖尼卡（1995）：最佳编剧（谢尔盖和弗拉基米爾）、最佳制片（谢尔盖）和最佳作曲（列昂尼德·德斯亚特尼科弗）。

## 外部连结
- 电影网站上的电影《锤子和镰刀 （页面存档备份，存于）》
- 互联网电影数据库（IMDb）上《锤子与镰刀》的资料（英文）